# Memory and Humanity
Albums de Funeral for a Friend
Tales Don't Tell Themselves
(2007) Welcome Home Armageddon
(2011)
Singles
1. Waterfront Dance Club / Beneath the Burning Tree
Sortie : 14 juillet 2008
2. Kicking and Screaming
Sortie : 29 septembre 2008
3. Rules and Games
Sortie : 23 mars 2009

Memory and Humanity est le quatrième album du groupe gallois de post-hardcore Funeral for a Friend, publié le 13 octobre 2008, par Join Us au Royaume-Uni, Victory Records aux États-Unis et au Canada, et par Roadrunner Records dans le reste du monde.

## Liste des chansons
Toutes les chansons sont écrites et composées par Funeral for a Friend.
| No  | Titre                                   | Durée |
| --- | --------------------------------------- | ----- |
| 1.  | Rules and Games                         | 2:48  |
| 2.  | To Die Like Mouchette                   | 3:20  |
| 3.  | Kicking and Screaming                   | 3:23  |
| 4.  | Constant Illuminations                  | 2:56  |
| 5.  | Maybe I Am?                             | 3:36  |
| 6.  | You Can't See the Forest for the Wolves | 3:22  |
| 7.  | Building                                | 2:38  |
| 8.  | Beneath the Burning Tree                | 3:34  |
| 9.  | Someday the Fire...                     | 3:13  |
| 10. | Waterfront Dance Club                   | 4:22  |
| 11. | Charlie Don't Surf                      | 3:44  |
| 12. | Ghosts                                  | 3:00  |
| 13. | Constant Resurrections                  | 4:25  |

## Classements hebdomadaires
| Classement (2008)                 | Meilleure place |
| --------------------------------- | --------------- |
| Écosse (OCC)                      | 20              |
| Irlande (Irish Albums Chart)      | 71              |
| Royaume-Uni (UK Albums Chart)     | 17              |
| Royaume-Uni (Rock & Metal Albums) | 1               |